# Syster Ainas Gata
Syster Ainas Gata är en cirka 100 meter lång gata i stadsdelen (Södra-) Guldheden i Göteborg. Den sträcker sig från Doktor Liborius gata-Doktor Wigardhs gata i riktning mot Doktor Fries Torg, där den övergår i cykel- och gångbana. Gatan är numrerad 1-5 med fastighetsbeteckningarna: (1) Guldheden 32:3, (3) Guldheden 32:2 och (5) Guldheden 32:1.
Gatan fick sitt namn 1949 efter Aina Rietz (1885–1947). Hon föddes i Göteborg, dotter till sjökapten Johan Albert Rietz (1854–1924) och Thorborg Ahrenberg (1854–1905), och gick på Majornas läroverk. Därefter utbildade hon sig till sjuksköterska vid Sophiahemmet i Stockholm. Hon var avdelningssköterska på Vänersborgs lasarett 1908-10 och 1911-13 biträdande föreståndare vid Vänersborgs hospital. Hon arbetade sedan för Röda Korset vid olika ställen i Stockholm, innan hon 1914 och under sju år var översköterska vid regementssjukhuset i Halmstad. Syster Aina var knuten till Göteborg från 1921 genom läkaren Sven Johansson, som då var då kirurg på Göteborgs barnsjukhus och mötte dessa sjuka i stort antal. Johansson insåg att patienterna krävde ett socialt stöd, och föreslog att en sjuksköterska skulle knytas till uppgiften. Rietz var rätt person att kunna ge dessa långvarigt sjuka socialt stöd; hon var saklig, hjälpsam och hjärtlig, men inte sentimental och själv en stark personlighet.
Fram till sin pensionering 1942, var hon i huvudsak dispensärsköterska för ben- och ledtuberkulos till år 1938 och därefter socialkurator vid Sahlgrenska sjukhuset. Därutöver ägnade hon sig speciellt åt poliopatienter och krigsskadade. 
Hennes insatser i sjukvården var i många avseenden banbrytande, och av starkt social karaktär. Bland annat deltog hon 1912 i Röda korsets ambulans till Serbien under Första Balkankriget och 1913 under Andra Balkankriget även till Grekland. Hon deltog i organiserandet av sjukhuset Evangelismos i Atén 1916–1917 och under åren 1916–1917 och 1932–34 av organiserandet av sjukvården i Persien. Hon gjorde under 1939 en studieresa till USA.
Rietz var styrelseledamot för Göteborgs stads skol- och yrkeshem, Göteborgs stads skolhem och hemskola, Göteborgs kvinnliga diskussionsklubb, Kungsladugårds kapellstiftelse och Rietz släktförening. Vid Karl Johansgatan 4 i Majorna, hyrde hon rum hos dr Fritz Belfrage. 
Efter att hon pensionerats, organiserade hon invalidtransporter och besökte flyktingläger. Då hon var på väg för att se till poliopatienter på kustsanatoriet Apelviken i Varberg, fick hon en hjärtinfarkt på tåget och avled.

## Utmärkelser
År 1914: Svenska röda korsets kungliga förtjänstmedalj i silver; 1914: Serbiska röda korsets förtjänstmedalj i silver; 1914: Serbiska fälttågs förtjänstmedalj i guld; 1915: Grekiska fälttågs förtjänstmedalj i brons; 1915: Grekiska röda korsets förtjänstmedalj i silver samt Persisk förtjänstmedalj 1934.